# Geneston
Geneston là một xã thuộc tỉnh Loire-Atlantique, trong vùng Pays de la Loire ở phía tây nước Pháp. Xã này nằm ở khu vực có độ cao từ 14-39 mét trên mực nước biển. Theo điều tra dân số năm 2006 của INSEE, xã có dân số 3233 người.

## Cư dân nổi bật
- Philibert Delorme (1510–1570), kiến trúc sư.
- Mgr Rogatien Martin (1849–1912).
- Jean-Baptiste Legeay (1897–1943).